# ریچارد ادوارد ورسلی
ریچارد ادوارد ورسلی (انگلیسی: Richard Worsley; ۲۹ مهٔ ۱۹۲۳ – ۲۳ فوریهٔ ۲۰۱۳) فرد نظامی اهل بریتانیا بود. وی همچنین برندهٔ جوایزی همچون نشان حمام و نشان امپراتوری بریتانیا شده‌است.